# Snanije

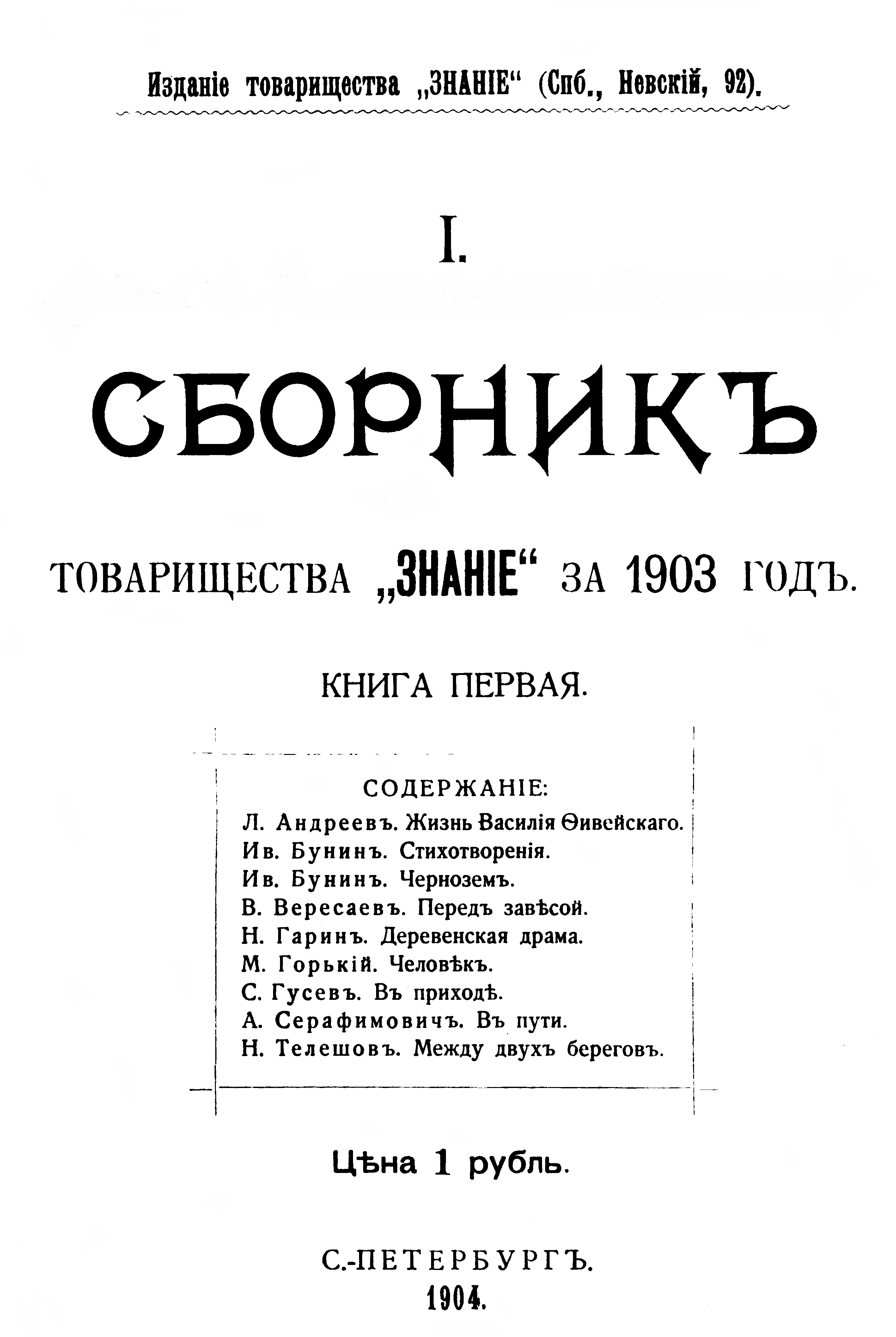
Titelblatt des ersten Snanije-Sammelbandes aus dem Jahr 1904

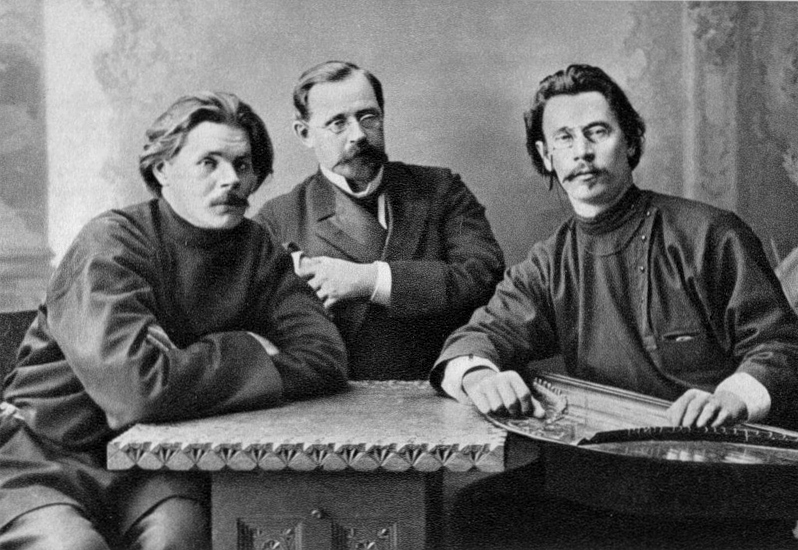
Von links: Gorki, Pjatnizki und Skitalez im Jahr 1902

Snanije (russisch Знание, Wissen) war eine Sankt Petersburger Verlagsgesellschaft des marxistischen Flügels der SDAPR, die Maxim Gorki ab 1902 leitete. Das Unternehmen war 1898 von Konstantin Pjatnizki, Wladimir Posse und anderen gegründet worden. Gorki verließ 1912 nach Differenzen mit Pjatnizki die Verlagsgesellschaft.
Gesammelte Werke erschienen in jenem Verlag von Gorki (9 Bände), Alexander Serafimowitsch, Alexander Kuprin, Wikenti Weressajew, Stepan Skitalez und Nikolai Teleschow.
In den Jahren 1904 bis 1913 wurden vierzig Snanije-Sammelbände mit Erzählungen, Romanen, Gedichten und Essays herausgebracht. Lenin lobte Gorkis Talent, etliche der besten russischen Autoren seiner Zeit in den Sammelbänden zu vereinen. Die Auflage eines Bandes erreichte im Durchschnitt immerhin um die 65 000 Exemplare. Neben russischen Autoren wie Gorki, Anton Tschechow, Serafimowitsch, Kuprin, Leonid Andrejew, Iwan Bunin, Weressajew, Dmitri Mamin-Sibirjak, Sergei Gussew-Orenburgski, Jewgeni Tschirikow und Nikolai Garin-Michailowski finden sich darin zum Beispiel auch Émile Verhaeren, Gerhart Hauptmann, Gustave Flaubert und Knut Hamsun. Diese Snanije-Sammelband-Autoren schrieben, auf einen gemeinsamen Nenner gebracht, gegen Imperialismus, Unterdrückung, nationale Zwietracht, religiöse Vorurteile und dumpfe bürgerliche Moral. Dabei differierten die Schreibstandpunkte durchaus. Während Gorki und Serafimowitsch dem Sozialistischen Realismus verhaftet blieben, näherte sich Andrejew mehr und mehr einer sarkastisch-resignierenden Position. Solche Unterschiede klafften nach der Russischen Revolution von 1905 immer tiefer auf. Ab 1911 gab der Sänger und Journalist Wiktor Miroljubow die Sammelbände heraus.
Die Verlagsgesellschaft brachte eine Auflage von insgesamt fast vier Millionen Exemplaren preisgünstiger Broschüren mit dem Gedankengut von Marx, Engels, Lafargue und Bebel auf den russischsprachigen Markt.